# オトジョシュア輝恵
オト ジョシュア輝恵（オト ジュショアてるよし、OTO Joshua Teruyoshi、1998年10月7日 - ）は、愛知県出身の日本人ラグビー選手。2023-24シーズンまで、ジャパンラグビーリーグワンクボタスピアーズ船橋・東京ベイに所属した。

## プロフィール
- ポジションはロック(LO)。
- 身長191cm、体重113kg。
- 父のロペティもラグビー選手[1](元日本代表)。

## 来歴
父ロペティ・オトは、トンガ出身の元ラグビー選手。大東文化大学、トヨタ自動車で活躍し、日本代表として1995年ワールドカップに出場した。Cap8。
ジョシュア輝恵は、幼稚園から小6までトヨタラグビースクールに通い、中学でバスケットボールに転向。バスケットボールの名門・八王子学園八王子高校に進学。中学時代には全国クラブ選手権で3位、高校時代にはインターハイ、国体、ウィンターカップにも出場。
2017年、帝京大学でラグビーに復帰した。
2017年、八王子学園八王子高校卒業後、入る。
2021年、帝京大学卒業後、クボタスピアーズ（現・クボタスピアーズ船橋・東京ベイ）に加入。
2024年5月、クボタスピアーズ船橋・東京ベイを退団。